# الجمعية الأمريكية لطب العيون
الجمعية الأمريكية لطب العيون ( AOS ) هي جمعية طبية لأطباء العيون وثاني أقدم مجتمع طبي متخصص في الولايات المتحدة، بعد جمعية طب العيون في نيويورك التي تأسست في 7 مارس، 1864). تم تأسيس الجمعية في 7 يونيو 1864 من قبل 18 طبيباً، بما في ذلك هنري نويز، دي بي سانت جون روزا، وإدوارد ديلافيلد (أول رئيس لها وأحد مؤسسي عيادة العين والأذن في نيويورك). اتخدت الجمعية مقراً لها في سان فرانسيسكو، كاليفورنيا.
يتم قبول العضوية في الجمعية من خلال الترشيح من الأعضاء الحاليين وتقديم أطروحة علمية، والتي يتم نشرها في حالة قبولها في المجلة السنوية للجمعية، تعاملات جمعية طب العيون الأمريكية.
كما أن مجموعة من أوراق الجمعية وضعت في المكتبة الوطنية للطب.

## روابط خارجية
- الموقع الرسمي
- سجلات جمعية طب العيون الأمريكية (1925-c. 1940) - المكتبة الوطنية للطب العثور على المساعدات.